# Provinz Ignacio Warnes
Ignacio Warnes ist eine Provinz im zentralen Teil des Departamento Santa Cruz im Tiefland des südamerikanischen Anden-Staates Bolivien.
Die Provinz trägt ihren Namen nach Oberst Ignacio Warnes (1772–1816), einem Heerführer im südamerikanischen Unabhängigkeitskrieg.

## Lage
Die Provinz ist eine von fünfzehn Provinzen im Departamento Santa Cruz. Sie grenzt im Nordwesten an die Provinz Obispo Santistevan, im Westen an die Provinz Sara, im Süden an die Provinz Andrés Ibáñez, und im Osten an die Provinz Ñuflo de Chávez.
Sie erstreckt sich zwischen 17° und 17°42' südlicher Breite und 62°42' und 63°14' westlicher Länge, ihre Ost-West-Ausdehnung beträgt 70 Kilometer, ihre Nord-Süd-Ausdehnung 85 Kilometer. Sie hat eine Größe von 1216 Quadratkilometern und wird eingerahmt durch den Río Piraí im Westen und den Río Grande im Osten.

## Bevölkerung
Die Einwohnerzahl der Provinz Ignacio Warnes ist in den vergangenen drei Jahrzehnten auf das Vierfache angestiegen:
| Jahr | Einwohner | Quelle       |
| ---- | --------- | ------------ |
| 1992 | 38 285    | Volkszählung |
| 2001 | 53 231    | Volkszählung |
| 2012 | 108 888   | Volkszählung |
| 2024 | 161,311   | Volkszählung |

46,2 Prozent der Bevölkerung sind jünger als 15 Jahre. 95,2 Prozent der Bevölkerung sprechen Spanisch, 14,2 Prozent Quechua, 4,1 Prozent Guaraní und 1,3 Prozent Aymara.
41,9 Prozent der Bevölkerung haben keinen Zugang zu Elektrizität, 47,9 Prozent leben ohne sanitäre Einrichtung (1992).
88,4 Prozent der Einwohner sind katholisch, 8,8 Prozent sind evangelisch (1992).

## Gliederung
Die Provinz Ignacio Warnes untergliederte sich bei der letzten Volkszählung von 2024 in die folgenden beiden Verwaltungsbezirke (bolivianisch „Municipios“):
- 07-0201 Municipio Warnes – 150.803 Einwohner
- 07-0202 Municipio Okinawa Uno – 10.485082 Einwohner